# لوئی پولونیا
لوئی پولونیا (فرانسوی: Louis Polonia‎; ۸ ژانویهٔ ۱۹۳۵ – ۱۳ اکتبر ۲۰۰۵) بازیکن فوتبال اهل فرانسه بود.
از باشگاه‌هایی که در آن بازی کرده‌است می‌توان به باشگاه فوتبال لانس اشاره کرد.
وی همچنین در تیم ملی فوتبال فرانسه بازی کرده‌است.